# شاحنة تفريغ

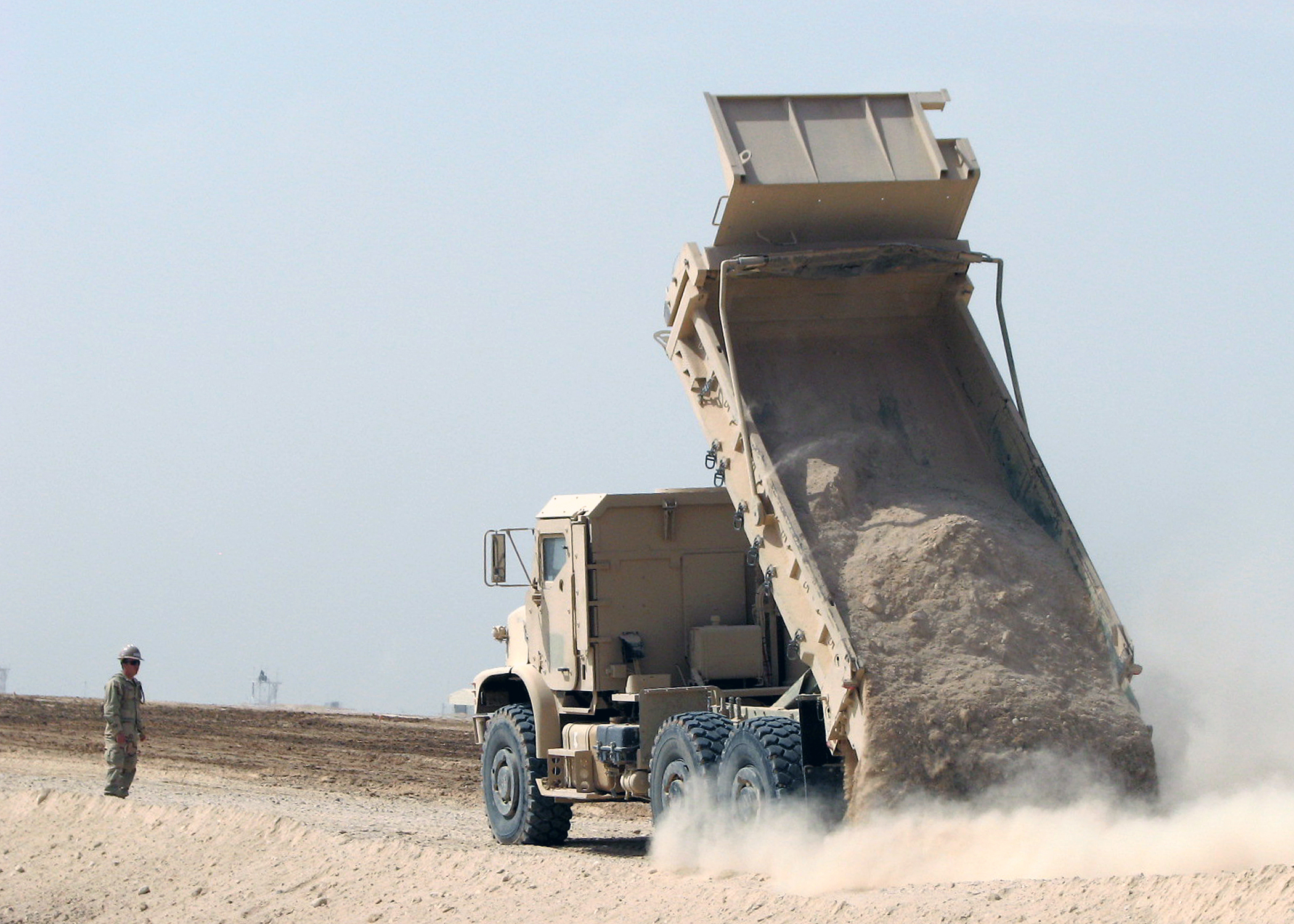
شاحنة تفريغ.

شاحنة تفريغ أو شاحنة قلابة هي شاحنة مخصصة لنقل المواد السائبة مثل الرمل والحصى، وتجهز شاحنات التفريغ بنقالة تفتح من المؤخرة فيما ترتفع المقدمة هيدروليكيا من أجل تفريغ المحتويات. تعمل شاحنات التفريغ في نقل وتفريغ مواد البناء وفي الزراعة وفي نقل وتفريغ الفحم كما تستخدم في نقل القمامة.

## معرض صور

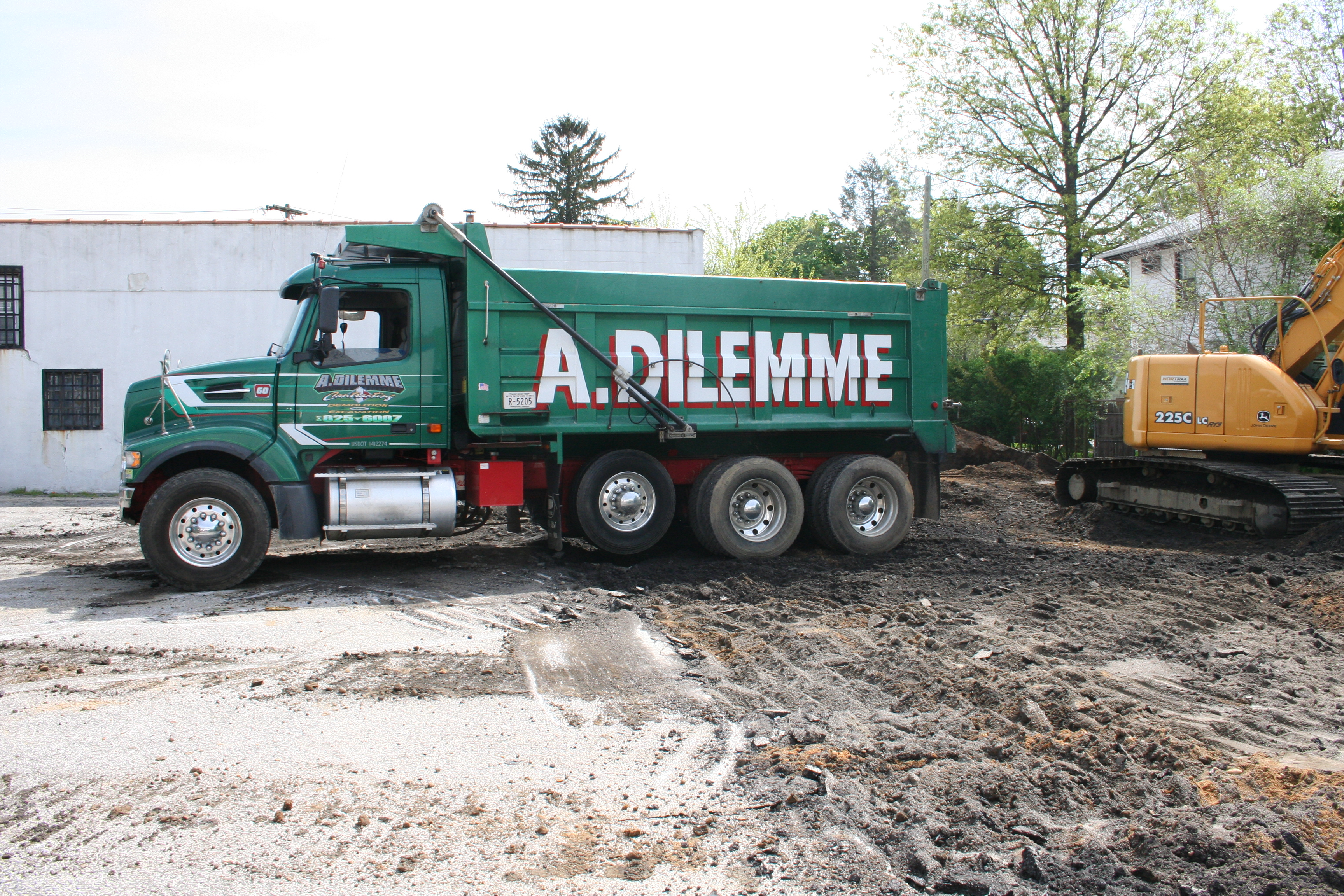
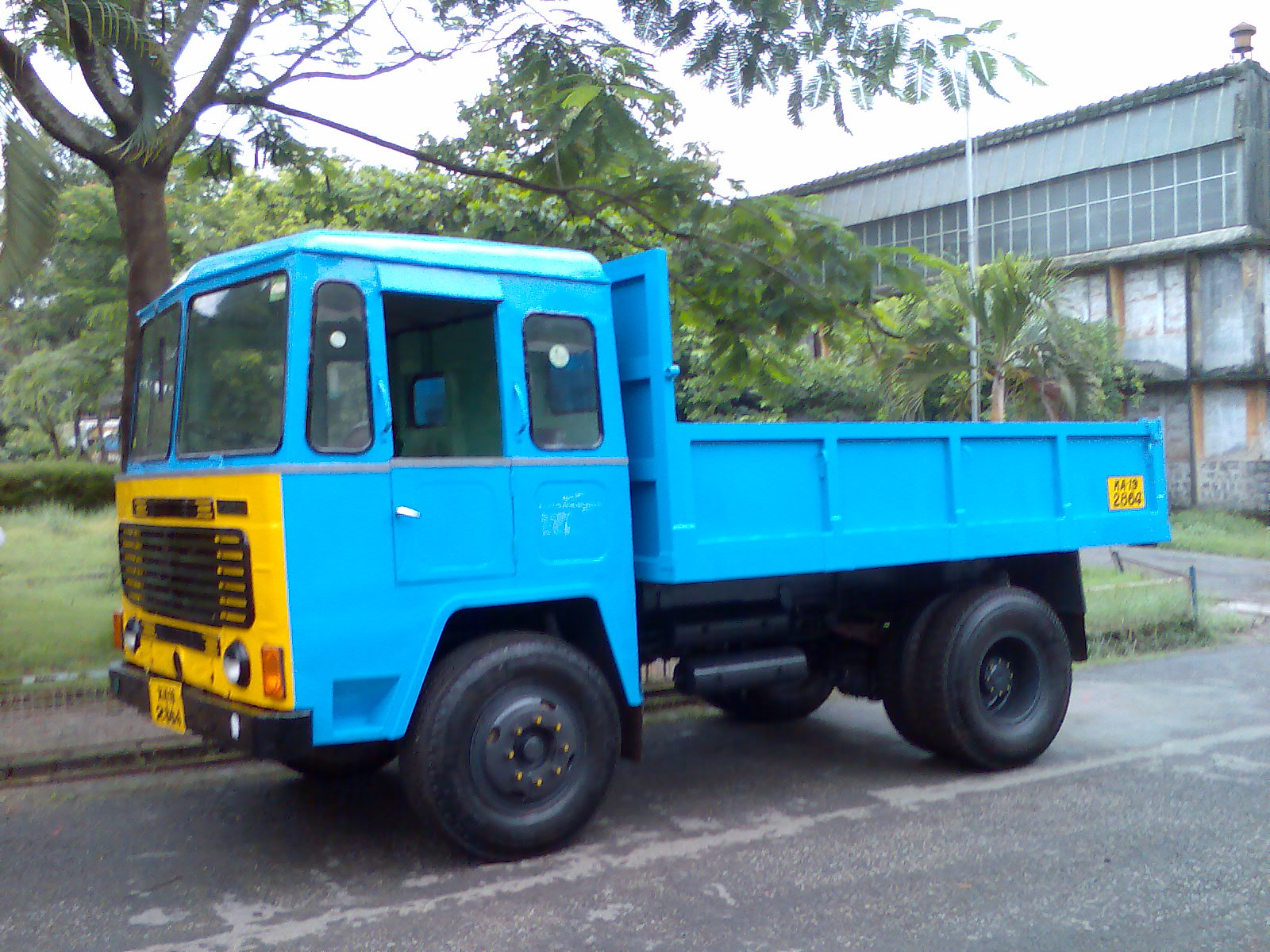
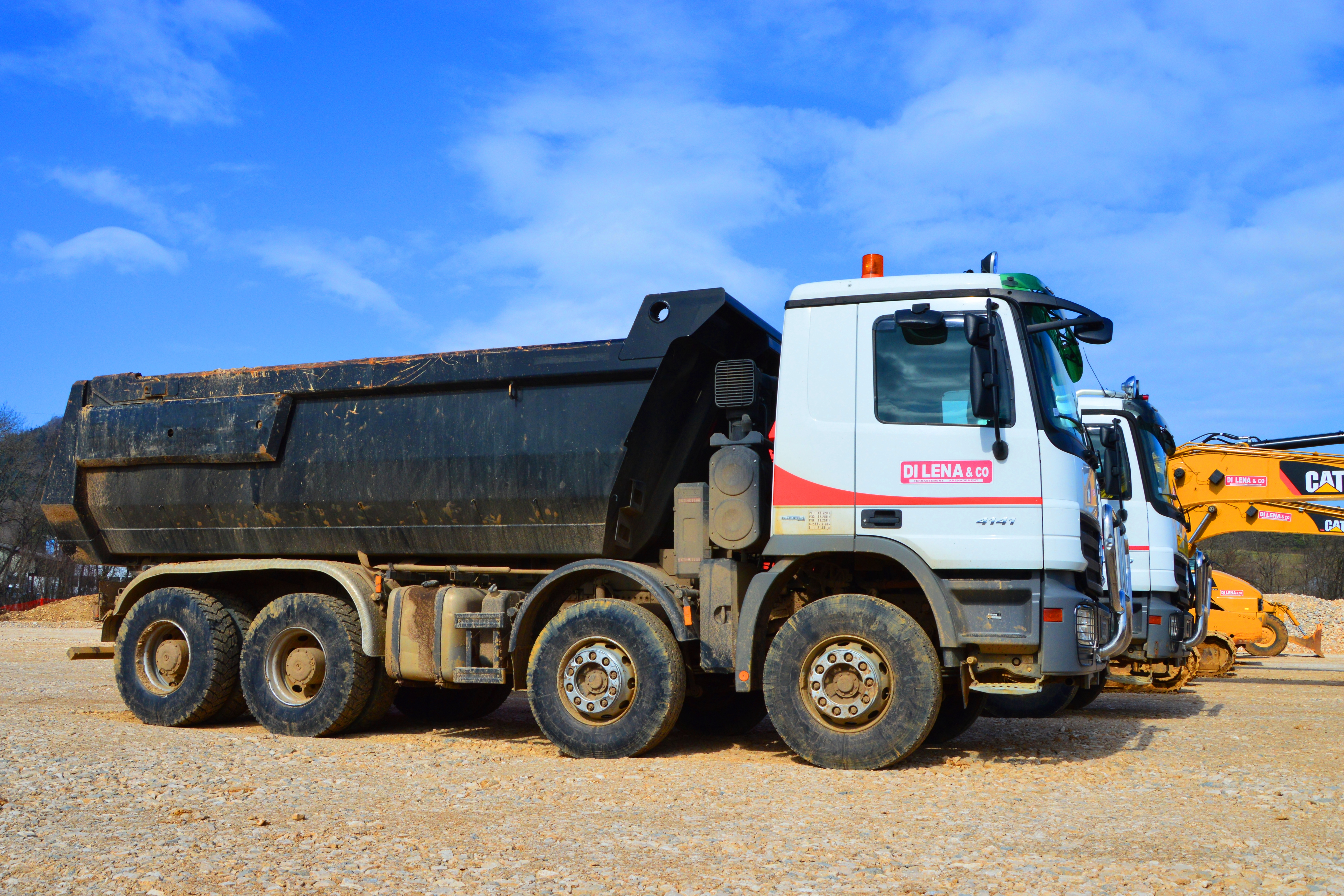